# Miasma (rakouská hudební skupina)
Miasma byla rakouská death metalová kapela založená roku 1990 ve městě Vídeň. Mezi zakládající členy kapely patřili zpěvák Christian Woditsch, kytaristé Peter Prochazka a Günter „Ares Cancer“ Kostistansky, baskytarista Johannes Attems a bubeník Gregor „Capral Adorator“ Schmidt.
Debutové a jediné studiové album Changes vyšlo v roce 1992 pod hlavičkou rakouského vydavatelství Lethal Records.

V roce 2008 se kapela definitivně rozpadla, celkem má na svém kontě jedno dlouhohrající album, jedno EP, dvě demonahrávky a jednu koncertní kazetu z festivalu v německém Lipsku.

## Diskografie

### Dema
- Godly Amusement (1991)
- Miasma 1995 (1995)

### Studiová alba
- Changes (1992)

### EP
- Love Songs (1993)

### Živé nahrávky
- Live Leipzig (1992)

## Sestava
- Christian Woditsch (vokál)
- Peter Prochazka (kytara)
- Günter „Ares Cancer“ Kostistansky (kytara)
- Johannes „Attems“ Attems (baskytara)
- Gregor „Capral Adorator“ Schmidt (bicí)
- Gerhard „Gorehead“ Siedl (vokál)
- Johnny Patrascu (kytara)
- Michael „Mike“ Fischer (baskytara)
- George Wilfinger (vokál)